# Muttiah Muralitharan
Muttiah Muralitharan, parfois surnommé Murali, est un joueur de cricket international sri-lankais né le 17 avril 1972 à Kandy. De par ses statistiques, il est souvent considéré comme l'un des meilleurs off-spinners de tous les temps. Il est le premier joueur à avoir réussi à prendre 1000 wickets au niveau international, Test cricket et One-day International. Il détient depuis le 3 décembre 2007 le record du plus grand nombre de wickets en Test cricket, en ayant éliminé son 709e adversaire, dépassant ainsi le total de Shane Warne.

## Équipes
- Tamil Union (1991-92 - 2006-07)
- Lancashire (1999 - 2007)
- Kent (2003)

## Records et performances
- Plus grand nombre de wickets en Test cricket : 800.
- Deuxième joueur à franchir la barre des 600 wickets en Test cricket (après Shane Warne)[3].
- Deuxième joueur à franchir la barre des 700 wickets en Test cricket (après Shane Warne)[4].
- Premier joueur à franchir la barre des 1000 wickets au niveau international, Test cricket et ODI confondus[1].

## Récompenses individuelles
- Un des cinq Wisden Cricketers of the Year de l'année 1999
- Wisden Leading Cricketer in the World de l'année 2006